# Protoerigone obtusa
Protoerigone obtusa là một loài nhện trong họ Linyphiidae.
Loài này thuộc chi Protoerigone. Protoerigone obtusa được A. David Blest miêu tả năm 1979.